# Leopold Toruń
Leopold Władysław Andrzej Toruń (ur. 15 października 1887 w Nowym Sączu, zm. 13 czerwca 1955 w Warszawie) – podpułkownik inżynier saperów Wojska Polskiego.

## Życiorys
Urodził się 15 października 1887 w Nowym Sączu. Był synem Wojciecha (1863-1934, urzędnik kolejowy) i Katarzyny z domu Nazimek (1861-1939) oraz bratem Władysława (1889-1924, podpułkownik obserwator Wojska Polskiego) i Stanisława (ur. 1891, podpułkownik dyplomowany piechoty). Miał także siostry.
Zdał maturę w C. K. Wyższej Szkole Realnej we Lwowie. Studiował na Wydziale Budowy Dróg i Mostów Politechniki Lwowskiej, gdzie uzyskał tytuł inżyniera w 1912. Był zatrudniony w C. K. Namiestnictwie i w zarządzie miejskim Lwowa.
Od 1908 należał do Związku Walki Czynnej. Był członkiem Polskiego Stronnictwa Postępowego, w tym lwowskiego oddziału KTSSN, członkiem i kwestorem Polskiego Skarbu Wojskowego.
Podczas I wojny światowej 6 sierpnia 1914 przystąpił do oddziałów strzeleckich. Potem był przydzielony do Departamentu Wojskowego Naczelnego Komitetu Narodowego. Mianowany chorążym kancelaryjnym 1 lipca 1915. Od 6 listopada 1915 był oficerem werbunkowym w Miechowie. Awansowany na podporucznika kancelaryjnego z dniem 1 grudnia 1916. W okresie od 6 kwietnia do 4 czerwca 1917 pełnił stanowisko kierownika PUZ w Kielcach. Po kryzysie przysięgowym z lipca 1917 przystąpił do Polskiego Korpusu Posiłkowego. W jego szeregach był żołnierzem 1 kompanii karabinów maszynowych 3 pułku piechoty. W bitwie pod Rarańczą w połowie lutego 1918 przeszedł front. W trakcie bitwy pod Kaniowem w maju 1918 został wzięty do niewoli niemieckiej, z której wkrótce zbiegł, po czym wstąpił do I Korpusu Polskiego w Rosji.
25 października 1918 został przyjęty do Wojska Polskiego i zatwierdzony w stopniu podporucznika. Został przydzielony do Ministerstwa Spraw Wojskowych. 7 maja 1919 został zwolniony do rezerwy. Po wojnie z 1920 był majorem w 1 pułku saperów. Został awansowany na stopień podpułkownika w korpusie inżynierii i saperów ze starszeństwem z dniem 1 czerwca 1919. Jako oficer nadetatowy 1 pułku saperów był kierownikiem Kierownictwa Rejonu Inżynierii i Saperów Warszawa-Miasto. W grudniu 1925 przeniesiony do rezerwy. W 1934 jako podpułkownik rezerwy był przydzielony do Oficerskiej Kadry Okręgowej nr I jako oficer po ukończeniu 40 roku życia i pozostawał wówczas w ewidencji Powiatowej Komendy Uzupełnień Warszawa Miasto III.
Od 2 czerwca 1927 był dyrektorem Funduszu Kwaterunku Wojskowego. Po 1929 był szefem szefa Departamentu Budownictwa Ministerstwa Spraw Wojskowych. Członek Głównego Sądu Koleżeńskiego Związku Legionistów Polskich od 1936.
Po wybuchu II wojny światowej we wrześniu 1939 przedostał się przez Węgry do Francji, a po jej kapitulacji w 1940 trafił do Wielkiej Brytanii. Był oficerem Stacji Zbornej Oficerów Rothesay Polskich Sił Zbrojnych. Od 1942 był dyrektorem Polskiej Szkoły Architektury przy University of Liverpool.
Po zakończeniu wojny w 1945 przybył do Polski. Był wykładowcą na Wydziale Architektury Politechniki Warszawskiej. Był dyrektorem technicznym CZB Przemysł. Pracował w Biurze Studiów i Projektów Typowych Budownictwa Przemysłowego.
Zmarł 13 czerwca 1955 w Warszawie. Został pochowany na cmentarzu Powązkowskim w Warszawie 15 czerwca 1955 (kwatera 222-6-15). Miał syna.

## Ordery i odznaczenia
- Krzyż Niepodległości – 20 stycznia 1931 „za pracę w dziele odzyskania niepodległości"[3][13]
- Krzyż Oficerski Orderu Odrodzenia Polski[3]
- Krzyż Walecznych – czterokrotnie[14][15][3]
- Złoty Krzyż Zasługi – 4 grudnia 1937[1] „za zasługi w dziedzinie Funduszu Kwaterunku Wojskowego”, (dekoracja w 1938)[16]